# فرانسيس اكس مكارثي
فرانسيس اكس مكارثي (بالإنجليزية: Francis X. McCarthy)‏ هو ممثل أمريكي، ولد في 15 فبراير 1942 في الولايات المتحدة.

## أعمال

### أفلام
- (1998) ديب إمباكت[3][4][5]
- (2003) خارج الحدود[6]
- (2014) بين النجوم

### مسلسلات
- دالاس
- نزل بيتس[7]

## وصلات خارجية
- فرانسيس اكس مكارثي على موقع IMDb (الإنجليزية)
- فرانسيس اكس مكارثي على موقع ألو سيني (الفرنسية)
- فرانسيس اكس مكارثي على موقع أول موفي (الإنجليزية)
- فرانسيس اكس مكارثي على موقع قاعدة بيانات الأفلام السويدية (السويدية)
- فرانسيس اكس مكارثي على موقع قاعدة بيانات الفيلم (الإنجليزية)
- فرانسيس اكس مكارثي على موقع كينوبويسك (الروسية)